# EarthGang
EarthGang (stilizzato EARTHGANG) è un duo hip hop statunitense di Atlanta formato nel 2009 dai rapper Olu (Johnny Venus) e WowGr8 (Doctur Dot). Sono co-fondatori del collettivo musicale Spillage Village assieme a J.I.D, Hollywood JB, JordxnBryant, 6lack, e a Mereba.
Hanno debuttato con il mixtape The Better Party nel 2010 e con il singolo The F Bomb nel 2014. Il primo album in studio del duo, Shallow Graves for Toys, è stato pubblicato nel 2013. Dopo aver firmato con l'etichetta discografica di J. Cole, Dreamville Records, EartGang ha pubblicato una trilogia di extended play prima di pubblicare il primo album in studio con una major musicale, Mirrorland.

## Carriera
Il duo si è formato quando entrambi frequentavano ancora le scuole superiori. Il primo progetto a cui hanno lavorato è stato un mixtape pubblicato nel 2010 intitolato The Better Party, poi seguito da altri due pubblicati nel 2011: Mad Man e Good News. Ai mixtape fanno seguito due album in studio: il duo si fa notare come uno dei migliori emergenti del panorama e inizia a intraprendere delle tournée nel Nord America tra cui una di 40 date assieme al rapper Ab-Soul, membro dell'etichetta discografica Top Dawg Entertainment. Nel 2015 il duo partecipa come artista ospite al GO:OD AM tour di Mac Miller. Tra il 2014 e il 2016 partecipano alla realizzazione delle compilation del collettivo di cui fanno parte, Spillage Village. Nel 2017 il duo firma con l'etichetta Dreamville Records del rapper statunitense J. Cole e, dopo una trilogia di EP pubblicati tra il 2017 e il 2018 (Rags e Robots nel 2017 e Royalty nel 2018) che attirano l'attenzione della critica.

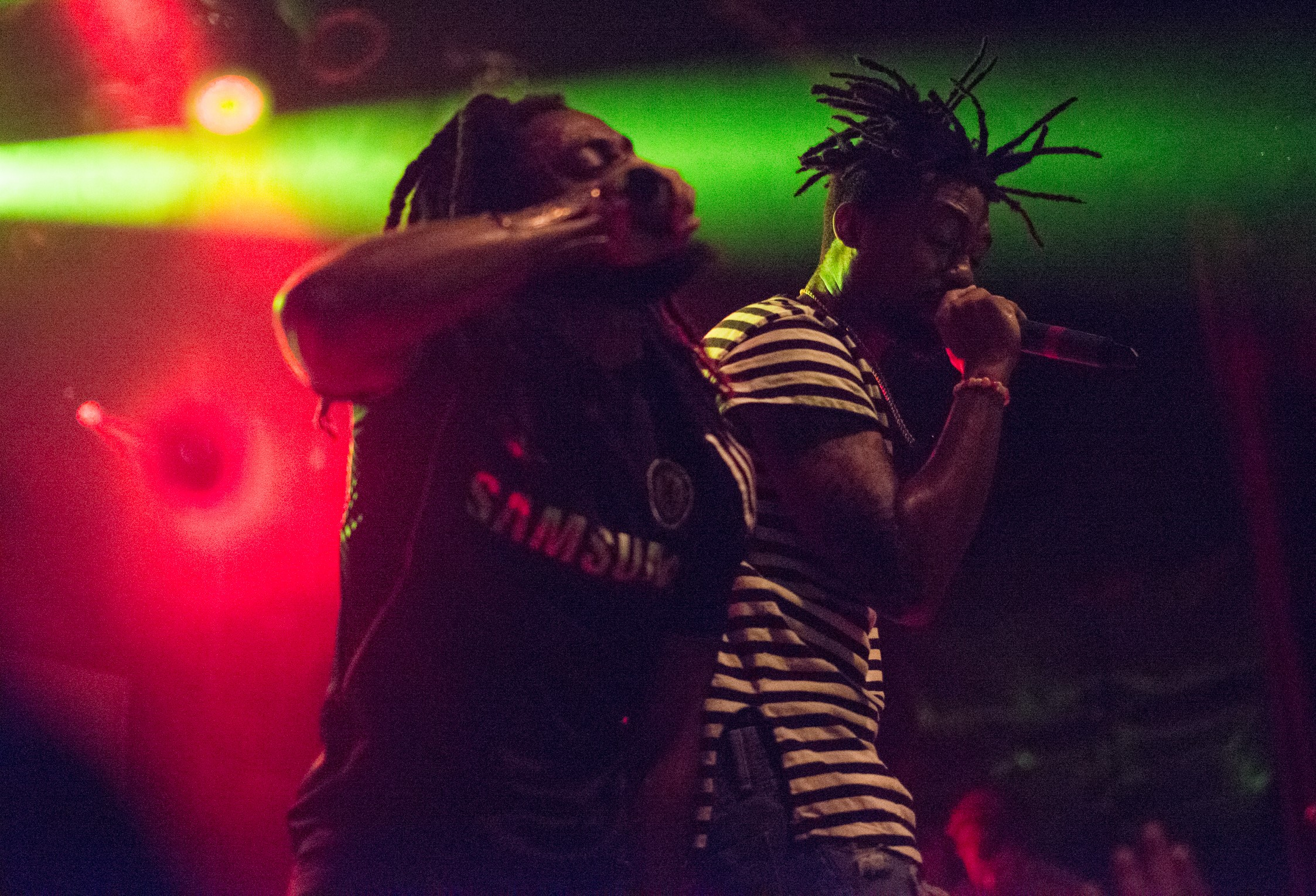
Gli EarthGang nel 2016 durante un concerto a Toronto

Nel 2019 hanno pesantemente collaborato alla raccolta della Dreamville Records Revenge of the Dreamers III: l'album ha ottenuto un vasto successo internazionale, arrivando al primo posto negli Stati Uniti e in Canada, inoltre il loro singolo Down Bad  estratto dall'album, realizzato assieme a J. Cole, J.I.D, Bas e Young Nudy ha ricevuto una candidatura ai Grammy Awards 2020 nella categoria Miglior interpretazione rap.
A settembre dello stesso anno pubblicano Mirrorland, dal quale è estratto il loro singolo Proud of U con la collaborazione del rapper Young Thug. All'interno dell'album sono presenti collaborazioni anche con T-Pain, Kehlani e Arin Ray. La produzione del progetto è stata affidata a J. Cole, Elite, Ron Gilmore, Christo, Bink, DJ Dahi, Childish Major e Groove tra gli altri.
Nel 2022 pubblicano l'album Ghetto Gods che include collaborazioni con artisti come Future, JID, J. Cole, Musiq Soulchild, Baby Tate, Cee Lo Green, Nick Cannon e Ari Lennox.

## Membri
- Olu (o Johnny Venus) – nato Olu O. Fann il 9 ottobre 1989 ad Atlanta[14][15]
- WowGr8 (o Doctur Dot) – nato Eian Undrai Parker il 25 ottobre 1990 ad Atlanta[16]

## Discografia

### Album in studio
- 2013 – Shallow Graves for Toys
- 2015 – Strays with Rabies
- 2019 – Mirrorland
- 2022 – Ghetto Gods

### Compilation
- 2019 – Revenge of the Dreamers III (con Dreamville e J. Cole)

### Album in collaborazione
- 2014 – Bears Like This (con Spillage Village)
- 2015 – Bears Like This Too (con Spillage Village)
- 2016 – Bears Like This Too Much (con Spillage Village)
- 2020 – Spilligion (con Spillage Village e J.I.D)

### Mixtape
- 2010 – The Better Party
- 2011 – Mad Man
- 2011 – Good News

### EP
- 2015 – Torba
- 2017 – Rags
- 2017 – Robots
- 2018 – Royalty

### Singoli

#### Come artisti principali
- 2014 – The F Bomb
- 2015 – Liquor Sto (feat. Marian Mereba)
- 2015 – Momma Told Me (feat. J.I.D)
- 2017 – Meditate (feat. J.I.D)
- 2017 – Robots
- 2018 – Nothing but the Best (feat. Ari Lennox)
- 2018 – Stuck (feat. Arin Ray)
- 2019 – Proud of U (feat. Young Thug)
- 2019 – Down Bad (con J.I.D, Bas e J. Cole feat. Young Nudy)
- 2019 – Still Up (feat. Reason)
- 2020 – End of Daze (con Spillage Village e J.I.D feat. Jurdan Bryant, Mereba e Hollywood JB)
- 2020 – Powered Up
- 2020 – Baptize (con Spillage Village e J.I.D)
- 2020 – Hapi (con Spillage Village e Benji. feat. Mereba e Big Rube)

#### Come artisti ospiti
- 2016 – Anarchy (Jarren Benton feat. EarthGang)
- 2016 – Can't Call It (Spillage Village feat. EarthGang, J.I.D, J. Cole e Bas)
- 2017 – D/Vision (J.I.D feat. EarthGang)
- 2017 – Voodoo (Spillage Village feat. EarthGang)
- 2019 – Church (Samm Henshaw feat. EarthGang)
- 2019 – Hope You're Happy (Emeryld feat.EarthGang)
- 2019 – Collide (Tiana Major9 feat. EarthGang)
- 2019 – Big Titties (Rico Nasty, Kenny Beats feat. Baauer e EarthGang)
- 2020 – Fried For The Night (Tokimonsta feat. EarthGang)